# Саскаль
Саскаль (рос. Саскаль) — село у Шимановському районі Амурської області Російської Федерації. Розташоване на території українського історичного та етнічного краю Зелений Клин.
Входить до складу муніципального утворення Саскалинська сільрада . Населення становить 502 особи (2018).

## Історія
З 20 жовтня 1932 село року ввійшло до складу новоутвореної Амурської області. 16 травня 1939 року Указом Президії Верховної Ради РРСФР в результаті розукрупнення Свободненского району був утворений Шимановський район, до складу якого ввійшло село.
З 1 січня 2006 року органом місцевого самоврядкування є Саскалинська сільрада .